# Eiskunstlauf-Weltmeisterschaften 2010
Die 100. Eiskunstlauf-Weltmeisterschaften fanden vom 22. bis 28. März 2010 in Turin (Italien) statt. Veranstaltungsort war das Torino Palavela.
Am 6. November 2007 gab die Internationale Eislaufunion (ISU) den Gastgeber der Olympischen Winterspiele von 2006 als Ausrichter bekannt.

## Startplätze
Folgenden Ländern standen auf Basis der WM-Ergebnisse des Vorjahres mehrere Startplätze für die Welttitelkämpfe 2010 zu.
| Startplätze | Herren                                                   | Damen                                                                 | Paare                                         | Eistanz                     |
| ----------- | -------------------------------------------------------- | --------------------------------------------------------------------- | --------------------------------------------- | --------------------------- |
| 3           | Japan Vereinigte Staaten                                 | Japan                                                                 | Volksrepublik China Russland                  | Russland Vereinigte Staaten |
| 2           | Frankreich Italien Kanada Kasachstan Russland Tschechien | Finnland Georgien Kanada Russland Schweiz Südkorea Vereinigte Staaten | Deutschland Kanada Ukraine Vereinigte Staaten | Frankreich Italien Kanada   |

## Bilanz

### Medaillenspiegel
| Platz | Land                | Gold | Silber | Bronze | Gesamt |
| ----- | ------------------- | ---- | ------ | ------ | ------ |
| 1     | Japan               | 2    | –      | –      | 2      |
| 2     | Kanada              | 1    | 1      | –      | 2      |
| 3     | Volksrepublik China | 1    | –      | –      | 1      |
| 4     | Deutschland         | –    | 1      | –      | 1      |
| 4     | Südkorea            | –    | 1      | –      | 1      |
| 4     | Vereinigte Staaten  | –    | 1      | –      | 1      |
| 7     | Finnland            | –    | –      | 1      | 1      |
| 7     | Frankreich          | –    | –      | 1      | 1      |
| 7     | Italien             | –    | –      | 1      | 1      |
| 7     | Russland            | –    | –      | 1      | 1      |

### Medaillengewinner
| Konkurrenz | Gold                      | Silber                            | Bronze                            |
| ---------- | ------------------------- | --------------------------------- | --------------------------------- |
| Herren     | Daisuke Takahashi         | Patrick Chan                      | Brian Joubert                     |
| Damen      | Mao Asada                 | Kim Yu-na                         | Laura Lepistö                     |
| Paare      | Pang Qing / Tong Jian     | Aljona Savchenko / Robin Szolkowy | Juko Kawaguti / Alexander Smirnow |
| Eistanz    | Tessa Virtue / Scott Moir | Meryl Davis / Charlie White       | Federica Faiella / Massimo Scali  |

## Ergebnisse
- Pkt. = Punkte
- KP = Kurzprogramm
- K = Kür
- PT = Pflichttanz
- OT = Originaltanz

### Herren
| Platz              | Sportler               | Land                    | Pkt.   | KP | K  |
| ------------------ | ---------------------- | ----------------------- | ------ | -- | -- |
| 1                  | Daisuke Takahashi      | Japan                   | 257,70 | 1  | 1  |
| 2                  | Patrick Chan           | Kanada                  | 247,22 | 2  | 2  |
| 3                  | Brian Joubert          | Frankreich              | 241,74 | 3  | 4  |
| 4                  | Michal Březina         | Tschechien              | 236,06 | 5  | 3  |
| 5                  | Jeremy Abbott          | Vereinigte Staaten      | 232,10 | 6  | 6  |
| 6                  | Adam Rippon            | Vereinigte Staaten      | 231,47 | 7  | 5  |
| 7                  | Samuel Contesti        | Italien                 | 218,66 | 8  | 11 |
| 8                  | Kevin van der Perren   | Belgien                 | 218,43 | 10 | 9  |
| 9                  | Adrian Schultheiss     | Schweden                | 218,26 | 12 | 7  |
| 10                 | Takahiko Kozuka        | Japan                   | 216,73 | 4  | 12 |
| 11                 | Kevin Reynolds         | Kanada                  | 216,58 | 14 | 8  |
| 12                 | Javier Fernández López | Spanien                 | 215,66 | 13 | 10 |
| 13                 | Denis Ten              | Kasachstan              | 202,46 | 9  | 15 |
| 14                 | Sergei Woronow         | Russland                | 200,60 | 11 | 14 |
| 15                 | Florent Amodio         | Frankreich              | 197,25 | 15 | 13 |
| 16                 | Anton Kowalewskyj      | Ukraine                 | 186,03 | 16 | 19 |
| 17                 | Guan Jinlin            | Volksrepublik China     | 182,68 | 19 | 16 |
| 18                 | Ryan Bradley           | Vereinigte Staaten      | 179,24 | 21 | 17 |
| 19                 | Alexandr Kazakov       | Belarus                 | 175,57 | 24 | 18 |
| 20                 | Viktor Pfeifer         | Österreich              | 170,79 | 17 | 21 |
| 21                 | Absal Rachimgalijew    | Kasachstan              | 166,20 | 22 | 20 |
| 22                 | Jamal Othman           | Schweiz                 | 156,41 | 20 | 22 |
| 23                 | Kim Min-seok           | Südkorea                | 149,31 | 18 | 24 |
| 24                 | Ari-Pekka Nurmenkari   | Finnland                | 148,34 | 23 | 23 |
| Kür nicht erreicht |                        |                         |        |    |    |
| 25                 | Peter Liebers          | Deutschland             | 54,09  | 25 |    |
| 26                 | Pavel Kaška            | Tschechien              | 50,55  | 26 |    |
| 27                 | Kevin Alves            | Brasilien               | 50,28  | 27 |    |
| 28                 | Nobunari Oda           | Japan                   | 50,25  | 28 |    |
| 29                 | Boris Martinec         | Kroatien                | 50,10  | 29 |    |
| 30                 | Matthew Parr           | Vereinigtes Königreich  | 49,31  | 30 |    |
| 31                 | Peter Reitmayer        | Slowakei                | 48,72  | 31 |    |
| 32                 | Zoltán Kelemen         | Rumänien                | 46,94  | 32 |    |
| 33                 | Damjan Ostojič         | Bosnien und Herzegowina | 45,30  | 33 |    |
| 34                 | Andrew Huertas         | Puerto Rico             | 45,09  | 34 |    |
| 35                 | Maciej Cieplucha       | Polen                   | 44,30  | 35 |    |
| 36                 | Viktor Romanenkov      | Estland                 | 44,17  | 36 |    |
| 37                 | Stephen Li-Chung Kuo   | Chinesisch Taipeh       | 44,15  | 37 |    |
| 38                 | Saulius Ambrulevičius  | Litauen                 | 42,37  | 38 |    |
| 39                 | Mark Webster           | Australien              | 42,30  | 39 |    |
| 40                 | Georgi Kentschadse     | Bulgarien               | 42,09  | 40 |    |
| 41                 | Tigran Vardanjan       | Ungarn                  | 39,30  | 41 |    |
| 42                 | Sarkis Hayrapetyan     | Armenien                | 39,02  | 42 |    |
| 43                 | Maxim Shipov           | Israel                  | 38,26  | 43 |    |
| 44                 | Humberto Contreras     | Mexiko                  | 37,33  | 44 |    |
| 45                 | Ali Demirboğa          | Türkei                  | 36,39  | 45 |    |
| 46                 | Girts Jekabsons        | Lettland                | 31,79  | 46 |    |
| Z                  | Joffrey Bourdon        | Montenegro              |        |    |    |
| Z                  | Artjom Borodulin       | Russland                |        |    |    |

Datum: Mittwoch, 24. März 2010, 9:30 Uhr (Kurzprogramm) und Donnerstag, 25. März 2010, 18:15 Uhr (Kür)

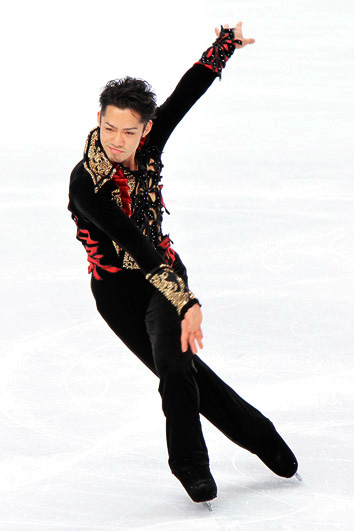
Weltmeister Daisuke Takahashi

Mit Daisuke Takahashi wurde erstmals ein Japaner Weltmeister in der Herrenkonkurrenz. Nachdem der Olympiasieger Evan Lysacek und der Olympiazweite Jewgeni Pljuschtschenko ihre Teilnahme an der Weltmeisterschaft abgesagt hatten, galt Takahashi als Olympiadritter und amtierender Punkteweltrekordhalter als Favorit. Dieser Favoritenrolle wurde er gerecht, er gewann sowohl das Kurzprogramm wie auch die Kür und lag am Ende mehr als zehn Punkte vor dem Kanadier Patrick Chan, der wie im Vorjahr Vize-Weltmeister wurde. Takahashi, der die gesamte letzte Saison wegen einer Knieoperation verpasst hatte, versuchte einen vierfachen Flip zu springen, landete ihn allerdings beidfüßig. Insgesamt zeigte er sieben saubere Dreifachsprünge, darunter auch einen sehr hohen und schönen dreifachen Axel. Für seine Kür verwendete Takahashi passend hinsichtlich des italienischen Publikums die Komposition aus dem Film La Strada – Das Lied der Straße von Nino Rota.
Nach seinem enttäuschenden Abschneiden bei den Olympischen Spielen rehabilitierte sich der Franzose Brian Joubert mit dem Gewinn der Bronzemedaille. Es war die fünfte Weltmeisterschaft in Folge, bei der Joubert auf dem Podium stand und seine insgesamt sechste Medaille.
Der Tscheche Michal Březina belegte bei seinem Weltmeisterschaftsdebüt auf Anhieb den vierten Platz. Erstmals bei einer Weltmeisterschaft halbwegs sein Potential abrufen konnte auch der zweifache US-Meister Jeremy Abbott mit dem fünften Platz. Ihm folgte sein Landsmann, der zweifache Juniorenweltmeister Adam Rippon, der bei seinem Debüt den sechsten Platz belegte.
Karrierebestleistungen zeigten auch der Schwede Adrian Schultheiss mit dem neunten Platz und der Spanier Javier Fernández López mit dem zwölften Platz. Schultheiss zeigte eine kreative und stimmige Kür, in der er einen Verrückten mimte und in einem Kostüm lief, welches eine Zwangsjacke darstellen sollte. Die Kür wurde von den Punktrichtern als Siebtbeste bewertet. Fernández López konnte seine Vorjahresplatzierung bei einer Weltmeisterschaft zum dritten Mal in Folge deutlich verbessern, diesmal um sieben Plätze.
Die Mitfavoriten auf eine Medaille, Nobunari Oda und Takahiko Kozuka aus Japan machten im Gegensatz zu ihrem Landsmann Takahashi Fehler. Kozuka, der nach dem Kurzprogramm noch auf dem vierten Platz gelegen hatte, verpasste in der Kür seinen geplanten Vierfachsprung und verlor daraufhin die Konzentration. Er fiel auf den zehnten Platz zurück. Oda konnte sich mit einem desaströsen Kurzprogramm nicht einmal für die Kür qualifizieren.
- Z = Zurückgezogen

### Damen
| Platz              | Sportler                | Land                   | Pkt.   | KP | K  |
| ------------------ | ----------------------- | ---------------------- | ------ | -- | -- |
| 1                  | Mao Asada               | Japan                  | 197,58 | 2  | 2  |
| 2                  | Kim Yu-na               | Südkorea               | 190,79 | 7  | 1  |
| 3                  | Laura Lepistö           | Finnland               | 178,62 | 3  | 6  |
| 4                  | Miki Andō               | Japan                  | 177,82 | 11 | 3  |
| 5                  | Cynthia Phaneuf         | Kanada                 | 177,54 | 8  | 4  |
| 6                  | Carolina Kostner        | Italien                | 177,31 | 4  | 5  |
| 7                  | Mirai Nagasu            | Vereinigte Staaten     | 175,48 | 1  | 11 |
| 8                  | Xenija Makarowa         | Russland               | 169,64 | 5  | 8  |
| 9                  | Rachael Flatt           | Vereinigte Staaten     | 167,44 | 6  | 9  |
| 10                 | Viktoria Helgesson      | Schweden               | 161,79 | 9  | 10 |
| 11                 | Akiko Suzuki            | Japan                  | 160,04 | 20 | 7  |
| 12                 | Sarah Hecken            | Deutschland            | 153,94 | 13 | 13 |
| 13                 | Aljona Leonowa          | Russland               | 152,86 | 14 | 14 |
| 14                 | Jenna McCorkell         | Vereinigtes Königreich | 150,90 | 15 | 12 |
| 15                 | Júlia Sebestyén         | Ungarn                 | 147,66 | 10 | 15 |
| 16                 | Liu Yan                 | Volksrepublik China    | 141,29 | 18 | 16 |
| 17                 | Cheltzie Lee            | Australien             | 137,78 | 17 | 17 |
| 18                 | Elene Gedewanischwili   | Georgien               | 137,33 | 12 | 21 |
| 19                 | Kiira Korpi             | Finnland               | 134,49 | 16 | 20 |
| 20                 | Sonia Lafuente          | Spanien                | 133,31 | 21 | 18 |
| 21                 | Jelena Glebova          | Estland                | 132,85 | 22 | 19 |
| 22                 | Kwak Min-jung           | Südkorea               | 120,47 | 23 | 22 |
| 23                 | Anastasia Gimazetdoniva | Usbekistan             | 113,89 | 19 | 23 |
| 24                 | Manouk Gijsman          | Niederlande            | 111,94 | 24 | 24 |
| Kür nicht erreicht |                         |                        |        |    |    |
| 25                 | Ivana Reitmayerová      | Slowakei               | 45,96  | 25 |    |
| 26                 | Sarah Meier             | Schweiz                | 45,06  | 26 |    |
| 27                 | Tamar Katz              | Israel                 | 44,96  | 27 |    |
| 28                 | Tuğba Karademir         | Türkei                 | 44,52  | 28 |    |
| 29                 | Myriane Samson          | Kanada                 | 44,20  | 29 |    |
| 30                 | Kerstin Frank           | Österreich             | 43,80  | 30 |    |
| 31                 | Victoria Muniz          | Puerto Rico            | 41,08  | 31 |    |
| 32                 | Bettina Heim            | Schweiz                | 41,00  | 32 |    |
| 33                 | Fleur Maxwell           | Luxemburg              | 40,22  | 33 |    |
| 34                 | Teodora Poštič          | Slowenien              | 40,20  | 34 |    |
| 35                 | Karina Johnson          | Dänemark               | 38,22  | 35 |    |
| 36                 | Zanna Pugaca            | Lettland               | 38,20  | 36 |    |
| 37                 | Mirna Librić            | Kroatien               | 37,24  | 37 |    |
| 38                 | Lauren Ko               | Philippinen            | 33,34  | 38 |    |
| 39                 | Martina Boček           | Tschechien             | 32,90  | 39 |    |
| 40                 | Iryna Mowtschan         | Ukraine                | 32,60  | 40 |    |
| 41                 | Sonia Radewa            | Bulgarien              | 32,12  | 41 |    |
| 42                 | Ana Cecilia Cantu       | Mexiko                 | 31,88  | 42 |    |
| 43                 | Crystal Kiang           | Chinesisch Taipeh      | 31,72  | 43 |    |
| 44                 | Georgia Glastris        | Griechenland           | 31,36  | 44 |    |
| 45                 | Gwendoline Didier       | Frankreich             | 29,32  | 45 |    |
| 46                 | Marina Seeh             | Serbien                | 28,32  | 46 |    |
| 47                 | Clara Peters            | Irland                 | 28,20  | 47 |    |
| 48                 | Tamami Ono              | Hongkong               | 27,74  | 48 |    |
| 49                 | Abigail Pietersen       | Südafrika              | 25,76  | 49 |    |
| 50                 | Charissa Tansomboon     | Thailand               | 25,22  | 50 |    |
| 51                 | Sabina Paquier          | Rumänien               | 24,42  | 51 |    |
| 52                 | Yoniko Eva Washington   | Indien                 | 24,24  | 52 |    |
| 53                 | Beatričė Rožinskaitė    | Litauen                | 23,68  | 53 |    |
| Z                  | Isabelle Pieman         | Belgien                |        |    |    |
| Z                  | Sonja Mugoša            | Montenegro             |        |    |    |

Datum: Freitag, 26. März 2010, 09:00 Uhr (Kurzprogramm) und Samstag, 27. März 2010, 12:30 Uhr (Kür)

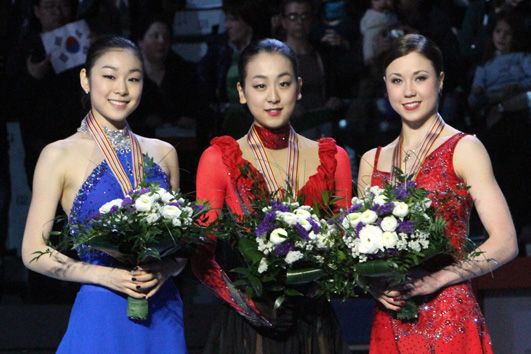
Podium der Damen: (von links) Kim Yu-na, Mao Asada und Laura Lepistö

- Z = Zurückgezogen

### Paare
| Platz              | Sportler                                    | Land                   | Pkt.   | KP | K  |
| ------------------ | ------------------------------------------- | ---------------------- | ------ | -- | -- |
| 1                  | Pang Qing / Tong Jian                       | Volksrepublik China    | 211,39 | 1  | 1  |
| 2                  | Aljona Savchenko / Robin Szolkowy           | Deutschland            | 204,74 | 3  | 2  |
| 3                  | Juko Kawaguti / Alexander Smirnow           | Russland               | 203,79 | 2  | 3  |
| 4                  | Marija Muchortowa / Maxim Trankow           | Russland               | 197,39 | 4  | 4  |
| 5                  | Zhang Dan / Zhang Hao                       | Volksrepublik China    | 195,78 | 5  | 5  |
| 6                  | Jessica Dubé / Bryce Davison                | Kanada                 | 177,07 | 8  | 6  |
| 7                  | Caydee Denney / Jeremy Barrett              | Vereinigte Staaten     | 172,47 | 6  | 8  |
| 8                  | Wera Basarowa / Juri Larionow               | Russland               | 172,04 | 7  | 7  |
| 8                  | Amanda Evora / Mark Ladwig                  | Vereinigte Staaten     | 165,96 | 9  | 9  |
| 10                 | Anabelle Langlois / Cody Hay                | Kanada                 | 154,72 | 12 | 10 |
| 11                 | Stefania Berton / Ondřej Hotárek            | Italien                | 149,78 | 11 | 11 |
| 12                 | Vanessa James / Yannick Bonheur             | Frankreich             | 146,58 | 10 | 13 |
| 13                 | Anaïs Morand / Antoine Dorsaz               | Schweiz                | 144,46 | 13 | 14 |
| 14                 | Maylin Hausch / Daniel Wende                | Deutschland            | 142,98 | 14 | 12 |
| 15                 | Joanna Sulej / Mateusz Chruściński          | Polen                  | 138,26 | 15 | 15 |
| 16                 | Stacey Kemp / David King                    | Vereinigtes Königreich | 132,87 | 16 | 16 |
| Kür nicht erreicht |                                             |                        |        |    |    |
| 17                 | Dong Huibo / Wu Yiming                      | Volksrepublik China    | 43,08  | 17 |    |
| 18                 | Maria Sergejeva / Ilja Glebov               | Estland                | 41,94  | 18 |    |
| 19                 | Lubov Bakirova / Mikalai Kamianchuk         | Belarus                | 41,44  | 19 |    |
| 20                 | Amanda Sunyoto-Yang / Darryll Sulindro-Yang | Chinesisch Taipeh      | 41,28  | 20 |    |
| 21                 | Jessica Crenshaw / Chad Tsagris             | Griechenland           | 40,36  | 21 |    |
| 22                 | Jekaterina Kostenko / Roman Talan           | Ukraine                | 39,18  | 22 |    |
| 23                 | Nina Ivanova / Filip Zalevski               | Bulgarien              | 36,84  | 23 |    |
| 24                 | Gabriela Cermanova / Martin Hanulak         | Slowakei               | 35,18  | 24 |    |
| 25                 | Danielle Montalbano / Evgeni Krasnopolski   | Israel                 | 32,02  | 25 |    |

Datum: Dienstag, 23. März 2010, 18:15 Uhr (Kurzprogramm) und Mittwoch, 24. März 2010, 18:45 Uhr (Kür)

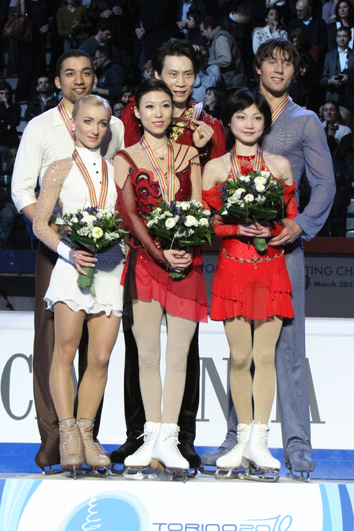
Podium der Paare: (von links) Aljona Savchenko / Robin Szolkowy, Pang Qing / Tong Jian, Juko Kawaguti / Alexander Smirnow

### Eistanz
| Platz              | Sportler                             | Land                   | Pkt.   | PT | OT | K  |
| ------------------ | ------------------------------------ | ---------------------- | ------ | -- | -- | -- |
| 1                  | Tessa Virtue / Scott Moir            | Kanada                 | 224,43 | 1  | 1  | 2  |
| 2                  | Meryl Davis / Charlie White          | Vereinigte Staaten     | 223,03 | 2  | 2  | 1  |
| 3                  | Federica Faiella / Massimo Scali     | Italien                | 197,85 | 3  | 3  | 4  |
| 4                  | Nathalie Péchalat / Fabian Bourzat   | Frankreich             | 194,39 | 4  | 4  | 3  |
| 5                  | Sinead Kerr / John Kerr              | Vereinigtes Königreich | 189,11 | 6  | 5  | 5  |
| 6                  | Alexandra Zaretski / Roman Zaretski  | Israel                 | 181,26 | 8  | 6  | 6  |
| 7                  | Vanessa Crone / John Poirier         | Kanada                 | 180,30 | 9  | 7  | 7  |
| 8                  | Jekaterina Bobrowa / Dmitri Solowjow | Russland               | 177,23 | 11 | 8  | 8  |
| 9                  | Emily Samuelson / Evan Bates         | Vereinigte Staaten     | 168,77 | 10 | 10 | 10 |
| 10                 | Nora Hoffmann / Maxim Zavozin        | Ungarn                 | 166,90 | 13 | 11 | 9  |
| 11                 | Anna Cappellini / Luca Lanotte       | Italien                | 164,52 | 7  | 12 | 14 |
| 12                 | Pernelle Carron / Lloyd Jones        | Frankreich             | 161,86 | 15 | 13 | 12 |
| 13                 | Jekaterina Rubljowa / Iwan Schefer   | Russland               | 161,20 | 16 | 16 | 11 |
| 14                 | Kimberly Navarro / Brent Bommentre   | Vereinigte Staaten     | 159,68 | 14 | 15 | 15 |
| 15                 | Cathy Reed / Chris Reed              | Japan                  | 154,93 | 23 | 14 | 13 |
| 16                 | Lucie Myslivečková / Matěj Novák     | Tschechien             | 147,93 | 18 | 17 | 17 |
| 17                 | Caitlin Mallory / Kristjan Rand      | Estland                | 147,39 | 20 | 21 | 16 |
| 18                 | Yu Xiaoyang / Wang Chen              | Volksrepublik China    | 142,80 | 17 | 19 | 19 |
| 19                 | Kira Geil / Dmitri Matsjuk           | Österreich             | 142,49 | 19 | 18 | 18 |
| Z                  | Jana Chochlowa / Sergei Nowizki      | Russland               |        | 5  | 9  |    |
| Kür nicht erreicht |                                      |                        |        |    |    |    |
| 20                 | Allison Reed / Otar Dschaparidse     | Georgien               | 69,42  | 22 | 22 |    |
| 21                 | Carolina Hermann / Daniel Hermann    | Deutschland            | 69,17  | 21 | 23 |    |
| 22                 | Christina Chitwood / Mark Hanretty   | Vereinigtes Königreich | 68,97  | 24 | 20 |    |
| 23                 | Katelyn Good / Nikolay Sørensen      | Dänemark               | 63,55  | 25 | 24 |    |
| 24                 | Danielle O’Brien / Gregory Merriman  | Australien             | 59,28  | 26 | 25 |    |
| 24                 | Jenette Maitz / Alper Uçar           | Türkei                 | 49,50  | 27 | 26 |    |
| Z                  | Anna Sadoroschnjuk / Sergej Verbillo | Ukraine                |        | 12 |    |    |

Datum: Dienstag, 23. März 2010, 12:00 Uhr (Pflichttanz), Donnerstag, 25. März 2010, 12:45 Uhr (Originaltanz) und Freitag, 26. März 2010, 18:45 Uhr (Kür)

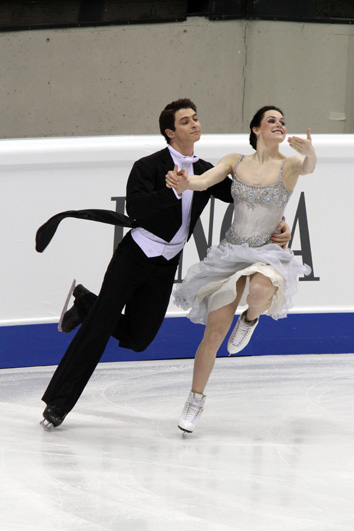
Die Weltmeister im Eistanz, Tessa Virtue und Scott Moir

- Z = Zurückgezogen